# Мітаке (Ґіфу)

35°26′4″ пн. ш. 137°7′51″ сх. д. / 35.43444° пн. ш. 137.13083° сх. д.
Мітаке́ (яп. 御嵩町, みたけちょう, МФА: [mʲitake t͡ɕoː]) — містечко в Японії, в повіті Мотосу префектури Ґіфу. Станом на 1 квітня 2009 площа містечка становила 56,61 км². Станом на 1 липня 2011 населення містечка становило 18 696 осіб.